# 帆寄駅
座標: 北緯48度11分4秒 東経142度33分15秒 / 北緯48.18444度 東経142.55417度
帆寄駅（ほよりえき）は、樺太元泊郡帆寄村に存在した樺太鉄道の駅。

## 歴史
- 1931年（昭和6年）9月28日：樺太鉄道の駅として開業。
- 1941年（昭和16年）4月1日：樺太鉄道の国有化と同時に廃止[1]。

## 隣の駅
樺太鉄道
樺太鉄道線
白石沢駅 - 帆寄駅 - 馬群潭駅